# Escut de Bèlgica
L'escut de Bèlgica porta com a emblema un lleó d'or sobre camper de sable, l'anomenat Lleó Belga o Leo Belgicus, que són les armories del duc de Brabant, ducat que va encapçalar la rebel·lió contra l'emperador Josep II, que va dur a la creació dels Estats Units Bèlgics el 1790. La forma actual, en les seves diverses versions (completa, mitjana i simplificada), fou determinada per Reial Decret el 17 de març de 1837.

## Versions de l'escut belga
La versió completa de les armes heràldiques belgues consta d'un escut de sable carregat d'un lleó d'or, armat i lampassat de gules, timbrat per un casc d'or amb visera adornat amb llambrequins d'or i de sable i amb una corona reial per cimera. L'escut està acoblat de dos ceptres d'or passats en sautor, el de la destra en banda acabat en una mà de justícia i el de la sinistra en barra amb un lleó rampant; al voltant de l'escut, el collar de l'Orde de Leopold. Com a suport, dos lleopards lleonats d'or, cadascun sostenint una llança amb la bandera estatal, en negre, groc i vermell. Sota l'escut, una cinta de gules enrivetada de sable amb el lema nacional en lletres d'or: L'UNION FAIT LA FORCE (en francès) o EENDRACHT MAAKT MACHT (en neerlandès), és a dir, «La unió fa la força». El tot és col·locat damunt un mantell de gules i ermini embellit d'or, timbrat amb la corona reial. Acoblades darrere el mantell, les armes de les nou províncies que constituïen Bèlgica el 1837, que són, de destra a sinistra: Anvers, Flandes Occidental, Flandes Oriental, Lieja, Brabant, Hainaut, Limburg, Luxemburg i Namur.
Aquesta versió completa és usada rarament (per exemple, forma part del segell amb què se signen les lleis i els tractats internacionals).
La versió simplificada, o armes petites, consta tan sols de l'escut amb el lleó sobremuntat per la corona reial, acoblat dels dos ceptres, envoltat pel collar de l'Orde de Leopold i, a sota, amb el lema nacional. Aquesta variant és la utilitzada habitualment com a armes estatals pel govern federal, als passaports i als llocs oficials.
Encara en circula ocasionalment una versió mitjana, que és com la versió completa però sense les banderes provincials.

Versió completa
Versió mitjana
Versió simplificada
Versió petita